# Шкорпиль, Ладислав
Ла́дислав Шко́рпиль (чеш. Ladislav Škorpil; 6 июня 1945, Градец-Кралове, Третья Чехословацкая Республика) — чехословацкий футболист. Тренировал разные клубы, а также сборную Чехии и Чехословакии (юниоров). Высшее достижение — золото чемпионата Чехии с клубом Слован (Либерец).

## Биография
Рано закончил футбольную карьеру, в возрасте 23-х лет. В 1986 году, вместе с клубом «Градец-Кралове» выиграл молодёжный чемпионат Чехии. В 1997-м году, вместе с клубом «Дукла» Прага дошёл до финала Кубка Чехии, но уступил «Славии» 0-1. Пиком тренерской карьеры является руководство «Слованом» Либерец, где Шкорпиль выиграл и кубок, и чемпионат Чехии. Является активным членом Гражданской Демократической партии Чехии.

## Достижения
- Чемпион Чехии: 2002
- Бронзовый призёр чемпионата Чехии: 2009
- Обладатель Кубка Чехии: 2000
- Финалист Кубка Чехии: 1997